# Frontière entre l'Algérie et le Sahara occidental
La frontière entre l'Algérie et le Sahara occidental sépare l'Algérie et le territoire contesté du Sahara occidental. Elle mesure 41 km,, et suit une ligne nord-sud située par 8° 40' ouest.